# Speocera bulbiformis
Espèce
Speocera bulbiformis est une espèce d'araignées aranéomorphes de la famille des Ochyroceratidae.

## Distribution
Cette espèce est endémique de la province de Ninh Bình au Viêt Nam. Elle se rencontre dans la grotte du palais céleste (Động Thiên Cung) dans le parc national de Cuc Phuong.

## Description
Le mâle holotype mesure 1,12 mm et la femelle paratype 1,14 mm.

## Publication originale
- Lin, Pham & Li, 2009 : Six new spiders from caves of northern Vietnam (Araneae: Tetrablemmidae: Ochyroceratidae: Telemidae: Symphytognathidae). Raffles Bulletin of Zoology, vol. 57, no 2, p. 323-342 (texte intégral).